# Lucie Lucas
Lucie Lucas (Asnières-sur-Seine, 24 de marzo de 1986) es una actriz y modelo francesa. Es conocida sobre todo gracias a su papel de Clémentine Boissier, desde 2010, en la serie televisada Clem. Vive con su marido y es madre de dos hijas nacidas respectivamente en 2010 y 2012.
A los nueve años, Lucie Lucas comienza a asistir a clases de teatro, después durante su adolescencia se inscribe en una agencia de modelos. Debuta en el cine con un papel en la película 15 años y medio en 2007. Con Los Pequeños Homicidios de Agatha Christie debuta en la televisión en 2009. Se volvió conocida por el gran público en 2010 gracias al papel de Clémentine Boissier en la serie televisada Clem, difundida por la TF1, en la cual tenía el papel principal junto a Victoria Abril. En febrero de 2014, se convierte en la imagen de la marca de ropa femenina Antonelle. El 7 de noviembre de 2015, Lucie y Rayane Bensetti hacen la entrega de un NRJ Music Awards a los Fréro Delavega. El 25 de diciembre de 2015, Rayane Bensetti anuncia en su página de Facebook que actuará con Lucie en Cop de foudre a Jaipur, una ficción TF1, el rodaje del cual se hizo en 2016 en la India. En diciembre de 2015, Lucie estuvo en el top 10 de las mujeres francesas más sexys detrás de Alexandra Lamy.

## Filmografía
Cine
- 2008 : 15 años y medio de François Desagnat y Thomas Sorriaux
- 2009 : El Misionero de Roger Delattre
- 2016 : Porto : Mati Vargnier
  - proyecto : Aspecto de Lucie Lucas[réf. necesario] : Lucie Dupont[5]

Televisión
- 2009 : Los Pequeños Homicidios de Agatha Christie (episodio Am stram gram) de Stéphane Kappes (Serie TV) : Esther
- 2009 : Mujeres de ley (Serie TV) : Charlotte Rohmer
- 2009 : Un policía (serie TV) : Bimbo
- 2010 : El Palomo de Lorenzo Gabriele (Téléfilm) : Lucie Jourdain
- 2010 - en curso : Clem de Joyce Bunuel (Seria TV) : Clémentine Boissier-Thévenet, dita Clem
- 2013 : Nuestros vecinos (serie) : Adeline, la baby-sitter de les Dubernet-Cartró
- 2013 : Clem en coloc : Clémentine Boissier, dicha Clem
- 2014 : Nicolas El Floch : El Cadàver anglès de Philippe Bérenger, téléfilm : Agnès Guinguet[6]
- 2016 : El Secreto de Elisa : Christelle Bordat, el ayudante social (época 1986)
- 2016 : Homicidios en la Isla de Ré : Margaux Pelletier
- 2016 : Golpe de foudre a Jaipur (Ficción TF1)

Videoclip
- 2006 : Lucy de Jealousy
- 2013 : GMTA de CoolCoolCool